# Aleurocanthus multispinosus
Aleurocanthus multispinosus es un hemíptero de la familia Aleyrodidae, con una subfamilia: Aleyrodinae. Fue descrita científicamente en 1961 por Dumbleton.